# توماس دو
توماس دو (بالإنجليزية: Thomas Doe)‏ هو متزلج جماعي أمريكي، ولد في 12 أكتوبر 1912 في تاكوما في الولايات المتحدة، وتوفي في 19 يوليو 1969 في هينديرسونفيل في الولايات المتحدة.

## وصلات خارجية
- توماس دو على موقع اللجنة الأولمبية الدولية (الإنجليزية)
- توماس دو على موقع أوليمبيديا (الإنجليزية)